# جون أف. سيمز
جون فيلد سيمز الابن (بالإنجليزية John Field Simms, Jr) وهو سياسي أمريكي ينتمي إلى الحزب الديمقراطي ولد جون فيلد سيمز الابن في 18 كانون الاول - ديسمبر من سنة 1916 في مدينة ألباكركي بولاية نيومكسيكو. خدم سيمز في مجلس نواب ولاية نيومكسيكو ما بين عامي 1947 إلى عام 1949. شغل سيمز منصب حاكم على ولاية نيومكسيكو من عام 1955 إلى عام 1957. توفي جون فيلد سيمز الابن في 11 نيسان - ابريل من سنة 1975 في مدينة ألباكركي.